# Maison sur le rocher (Sighișoara)
La Maison sur le rocher (Casa de pe stâncă en roumain) est située dans le centre historique de Sighișoara, en Roumanie, classé au Patrimoine mondial de l'UNESCO. La maison été construite après le grand incendie de 1676. Elle a été restaurée par la Veritas Fondation, qui abrite des locaux destinés à être un centre culturel pour les échanges interculturels. On y trouve aussi un cybercafé.